# Zealandicesa masneri
Zealandicesa masneri är en tvåvingeart som beskrevs av Sinclair 1997. Zealandicesa masneri ingår i släktet Zealandicesa och familjen Brachystomatidae. Inga underarter finns listade i Catalogue of Life.